# Circonscription de Hasluck
La circonscription de Hasluck est une circonscription électorale fédérale australienne en Australie-Occidentale. Elle a été créée en 2001 et porte le nom de Sir Paul Hasluck qui fut gouverneur-général d'Australie.
Elle est située dans la banlieue Est de Perth, et comprend les localités de Forrestfield, High Wycombe, Kalamunda, Koongamia, Lesmurdie, Maddington, Midland et Wattle Grove.
C'est une circonscription disputée entre Parti libéral et Parti travailliste, le sud et le nord de la circonsctription votant à gauche, le centre à droite. 
En 2010, la circonscription voit élire Ken Wyatt, le premier Aborigène élu à la Chambre des Représentants.

## Représentants
| Nom             | Parti        | Période de mandat |
| --------------- | ------------ | ----------------- |
| Sharryn Jackson | Travailliste | 2001–2004         |
| Stuart Henry    | Libéral      | 2004-2007         |
| Sharryn Jackson | Travailliste | 2007–2010         |
| Ken Wyatt       | Libéral      | 2010-2022         |
| Tania Lawrence  | Travailliste | depuis 2022       |

## Résultats des élections
| Parti                            | Parti                              | Candidat                           | Voix    | %      | ±      |
| -------------------------------- | ---------------------------------- | ---------------------------------- | ------- | ------ | ------ |
|                                  | Travailliste                       | Tania Lawrence                     | 39 144  | 39,73  | +9,41  |
|                                  | Libéral                            | Ken Wyatt                          | 32 889  | 33,39  | −10,59 |
|                                  | Verts                              | Brendan Sturcke                    | 10 826  | 10,99  | +0,24  |
|                                  | Une nation                         | Ian Monck                          | 3 783   | 3,84   | −2,29  |
|                                  | Indépendant                        | Jeanene Williams                   | 3 318   | 3,37   | +3,37  |
|                                  | UAP                                | Will Scott                         | 2 973   | 3,02   | +0,79  |
|                                  | Australie-Occidentale              | Pauline Clark                      | 2 561   | 2,60   | +1,00  |
|                                  | Fédération                         | Marijanna Smith                    | 1 739   | 1,77   | +1,77  |
|                                  | Démocrates libéraux                | Steven McCreanor                   | 1 280   | 1,30   | +1,30  |
| Total des suffrages exprimés     | Total des suffrages exprimés       | Total des suffrages exprimés       | 98 513  | 94,46  | +0,16  |
| Votes nuls                       | Votes nuls                         | Votes nuls                         | 5 782   | 5,54   | −0,16  |
| Participation                    | Participation                      | Participation                      | 104 295 | 88,74  | −0,50  |
| Résultat de préférence bipartite |                                    |                                    |         |        |        |
|                                  | Travailliste                       | Tania Lawrence                     | 55 166  | 56,00  | +11,89 |
|                                  | Libéral                            | Ken Wyatt                          | 43 347  | 44,00  | −11,89 |
|                                  | Travailliste vainqueur sur Libéral | Travailliste vainqueur sur Libéral | Swing   | +11,89 |        |